# Paderquellen
Koordinaten: 51° 43′ 8,6″ N, 8° 45′ 0,5″ O
Die Paderquellen sind etwa 200 Quellen im Stadtgebiet von Paderborn. Ihnen entspringt die Pader, die mit nur vier Kilometern Länge der kürzeste Fluss Deutschlands ist.

## Daten
Einige der Quellen im Paderquellgebiet sind große Karstquellen. Sie schütten zusammen 3.000 bis 9.000 Liter Wasser pro Sekunde (im Durchschnitt 5.000 l/s) und ergeben somit das stärkste deutsche Quellgebiet. Die stärkste jemals gemessene Schüttung betrug 43.700 l/s. Von dem Zeitpunkt, zu dem das Oberflächenwasser auf der Paderborner Hochfläche in den Klüften versickert, braucht es zwei bis vier Tage, bis es die Quellen in Paderborn erreicht hat (200 bis 400 m/h).

## Quellbecken

Übersichtskarte der Paderquellen

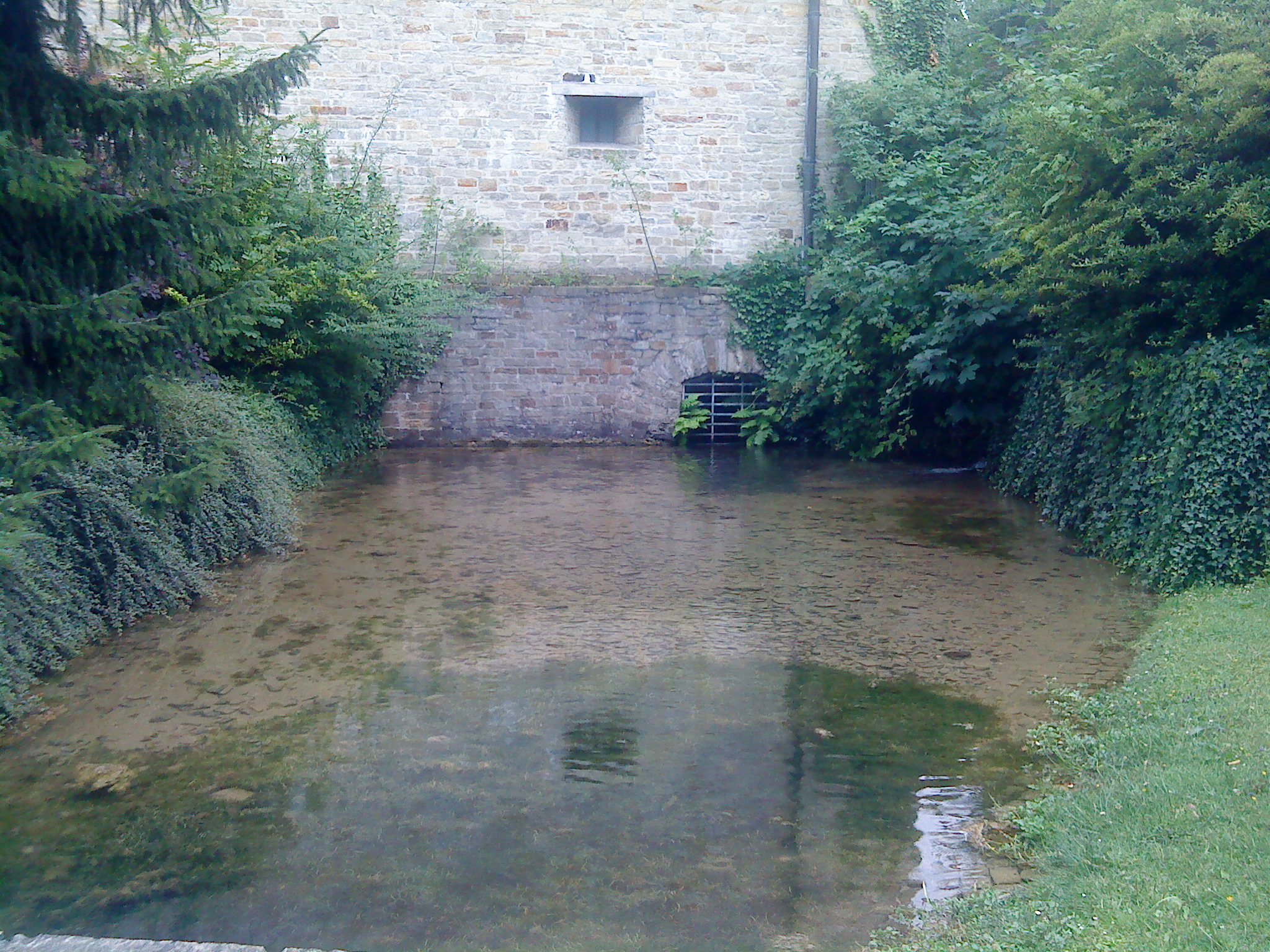
Eine der vielen Paderquellen, der Rothoborn unter der Kaiserpfalz

In sechs ummauerten Quellbecken entspringen die größten Flussarme der Pader.
Aus den westlichen Paderquellen, unterhalb des Paderbergs, entspringen in einem Stadtpark die Dammpader, die im Vergleich zu den anderen Quellarmen ca. 6 °C wärmere Warme Pader und die Börnepader.
Aus den östlichen Quellen nahe dem Dom entspringen die Dielenpader und die Rothobornpader, unter dem Gebäude der Stadtbibliothek quillt das Wasser der Augenquelle hervor.
Weiter im Norden, unweit des historischen Stadtwalls, liegt das Quellbecken der Maspernpader.

### Warme Pader

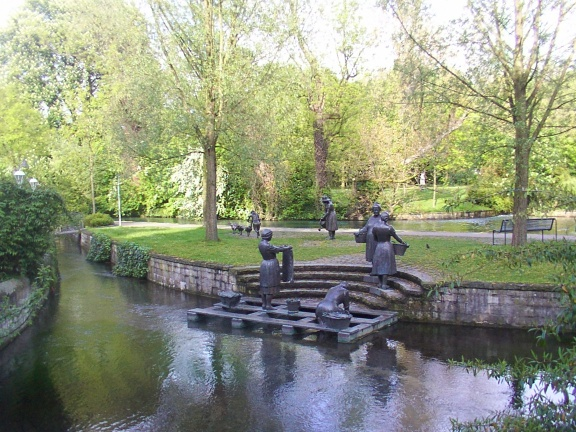
Quellbecken der Warmen Pader

Die Warme Pader, die früher auch „Wäschepader“ genannt wurde, hat im Gegensatz zu den anderen Paderquellen eine gleichbleibende Temperatur von etwa 15° C. Ihre Quelle befindet sich zusammen mit dem Ursprung der Dammpader und Börnepader in einem Park am Paderberg. Sie ist die westliche der drei Quellen. Das Quellwasser der Warmen Pader ist immer klar. An besonders kalten Frosttagen dampft sie gegenüber der kälteren Luft. Das Quellbecken war früher wegen der höheren Temperatur des Wassers der bevorzugte Platz für Wäscherinnen. Daran erinnern heute die in diesem Bereich aufgestellten Skulpturen der Waschweiber. Die Quelle der Warmen Pader ist keine Karstquelle.
(Quelle der Warmen Pader 51° 43′ 8,6″ N, 8° 45′ 0,5″ O)

### Dammpader
Das Quellbecken der Dammpader befindet sich zwischen dem der Warmen und der Börnepader. Ein Teil der Börnepader mündet in zwei Armen in ihr Quellbecken. Der Name Dammpader geht auf den künstlichen Damm zwischen diesem Paderarm und der Warmen Pader zurück. Bis etwa 1900 war der Name „Kolkpader“ geläufiger, abgeleitet von einer Quellvertiefung, dem „blauen Kolk“ im südwestlichen Teil des Quellbeckens. Dieser tiefe Quellkolk ist mittlerweile verfüllt worden, die Austrittsstelle ist aber noch erkennbar.
(Quelle der Dammpader 51° 43′ 8,1″ N, 8° 45′ 1,9″ O)

### Börnepader

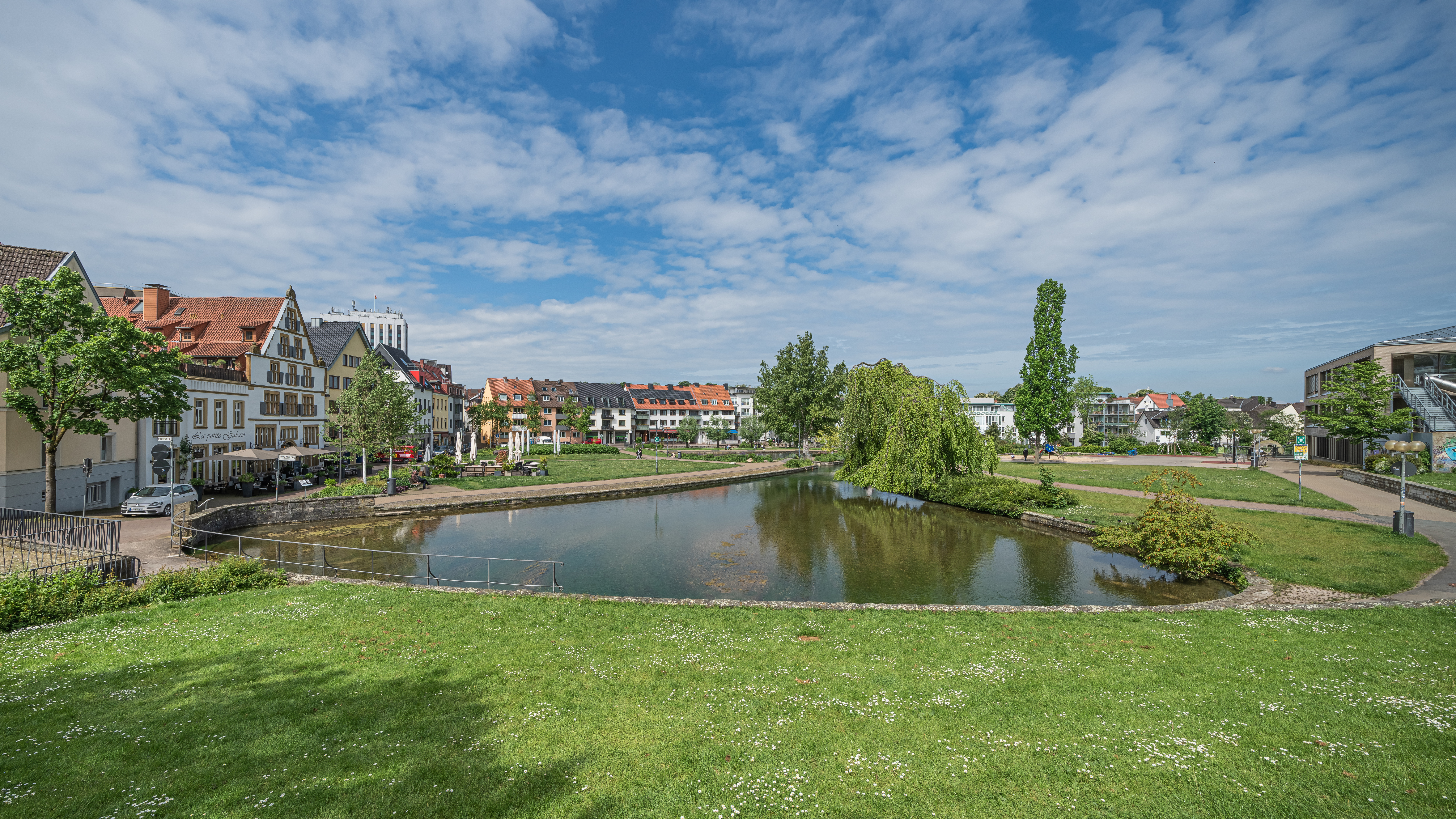
Quellbecken der Börnepader

Der Ursprung der Börnepader befindet sich rechts der zwei anderen Quellen an der Stadtverwaltung. Die drei Quellarme fließen am Ende des Parks zusammen. Börnepader bedeutet „Tränkepader“. Zu diesem flachen Quellbecken wurde in einer Zeit, da noch viele Ackerbürger in der Stadt wohnten, das Vieh zur Tränke getrieben. 1532 ließ die Stadt an der Börnepader eine „Wasserkunst“ errichten. Die Wasserkraft wurde über ein Wasserrad auf eine Kolbenpumpe übertragen, die über ein Rohrleitungssystem Wasser künstlich in die Kümpe der höher gelegenen Stadtteile beförderte.
(Quelle der Börnepader 51° 43′ 6,3″ N, 8° 45′ 5,7″ O)

### Rothobornpader

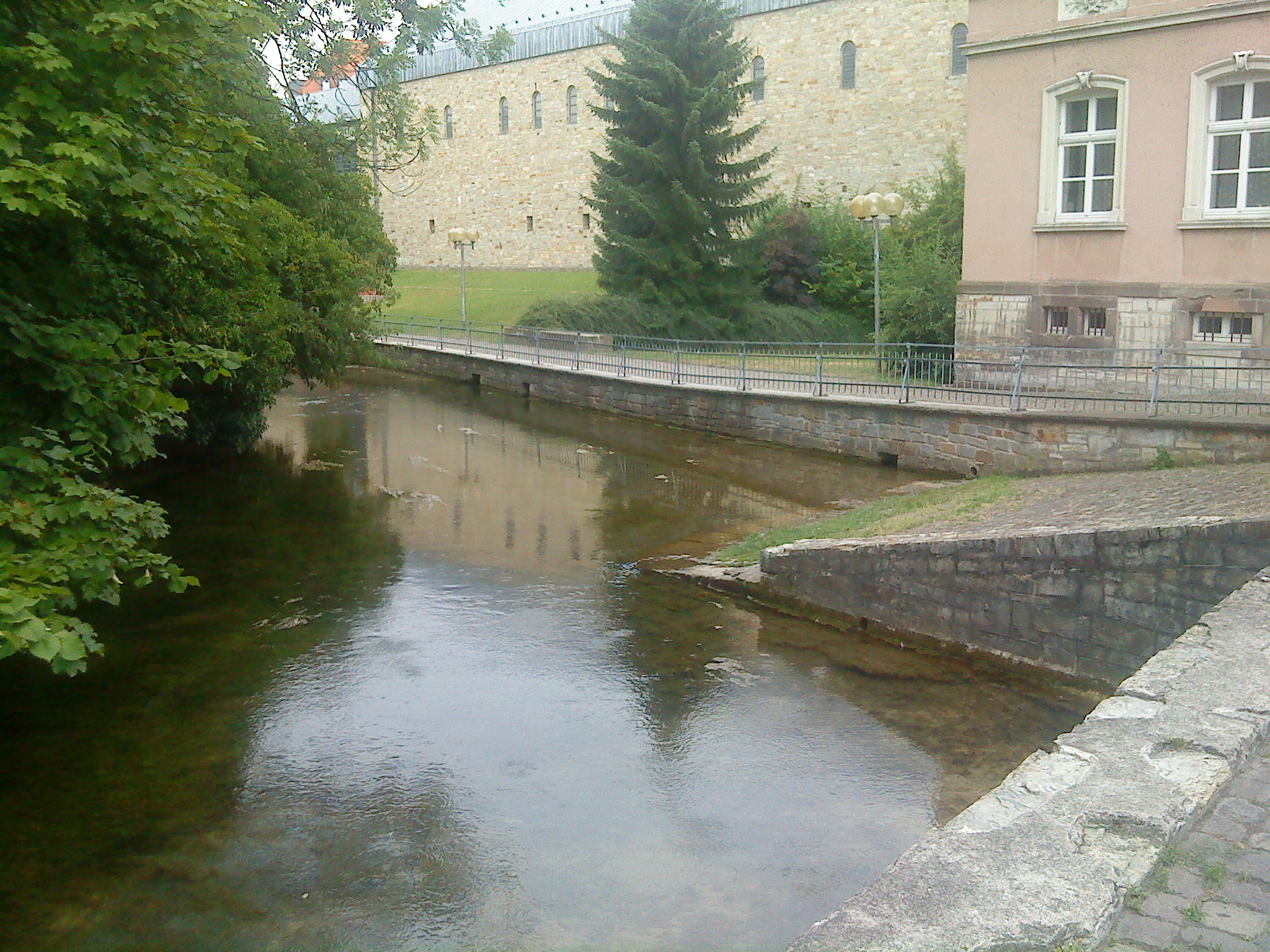
Quellbecken der Rothobornpader

Das Quellbecken der Rothobornpader befindet sich südwestlich der Stadtbibliothek nahe dem Dom in der ehemaligen Domdechanei. In dieses ummauerte Becken münden die Augenquelle und der Rothoborn, eine sehr starke, heute gefasste Quelle im Keller der Kaiserpfalz. Sie hat ihren Namen durch die Segnung durch Bischof Rotho (1036–1051), wodurch die Quelle der Legende nach Heilkraft erlangt haben soll. Weitere Quellen befinden sich in den Kellern der benachbarten Häuser.
(Quelle der Rothobornpader 51° 43′ 10,7″ N, 8° 45′ 15,8″ O)
Die Parkanlage Geissel’scher Garten liegt auf einer Insel zwischen der östlichen Dielenpader und der westlichen Rothobornpader.

### Dielenpader

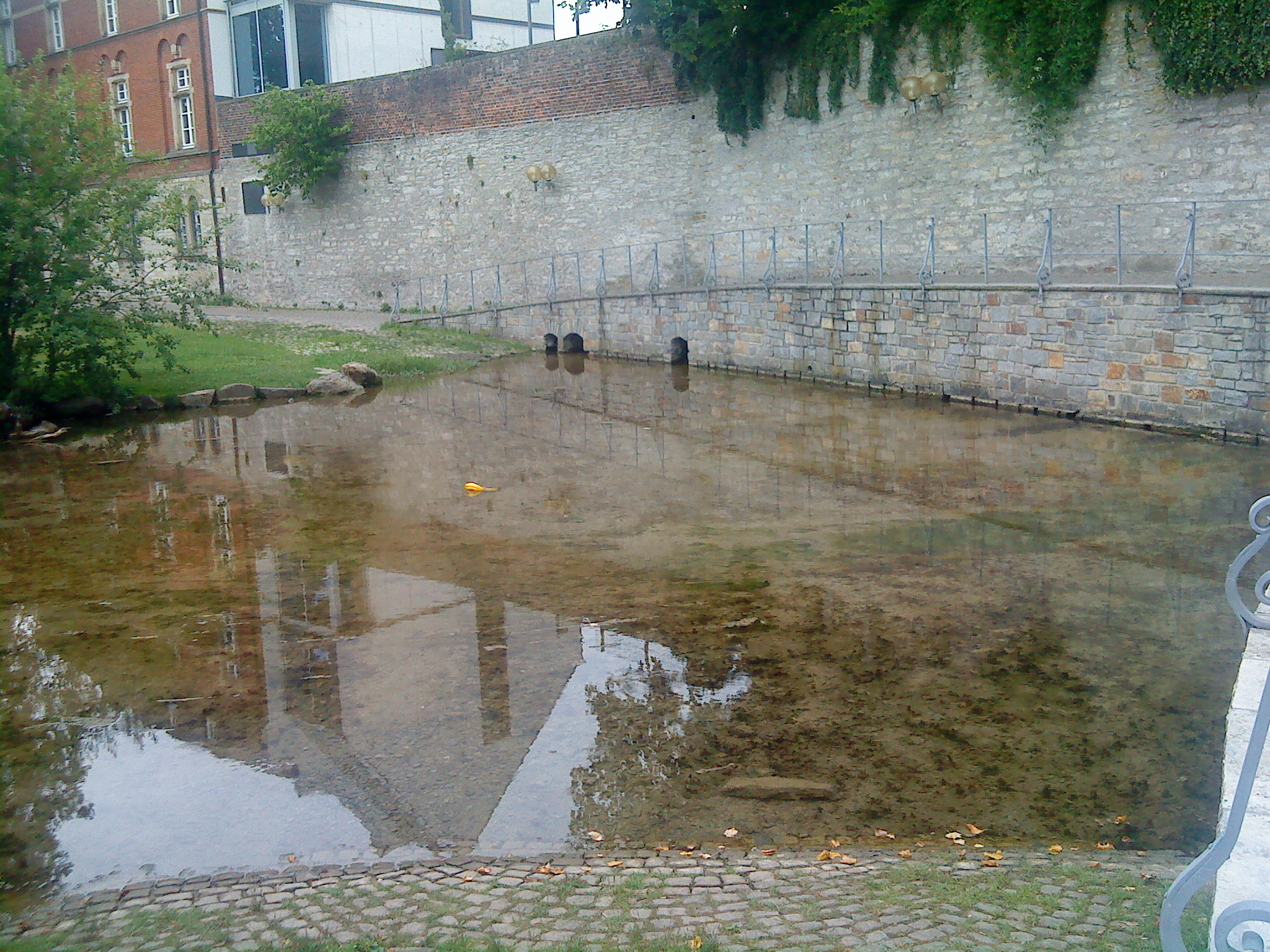
Quellbecken der Dielenpader

Ihre flache Quelle befindet sich östlich der Stadtbibliothek. Der Name Dielenpader leitet sich von den früheren Wegeverhältnissen in diesem Quellbereich ab. Vor dem Bau der heutigen Straße „Auf den Dielen“ reichte der Paderarm bis fast an die Häuser heran. Der erforderliche Fahr- und Fußweg bestand lediglich aus einer Lage Dielen die auf in den Flussgrund eingerammten Pfählen ruhten.
(Quelle der Dielenpader 51° 43′ 11,7″ N, 8° 45′ 20,3″ O)

### Maspernpader

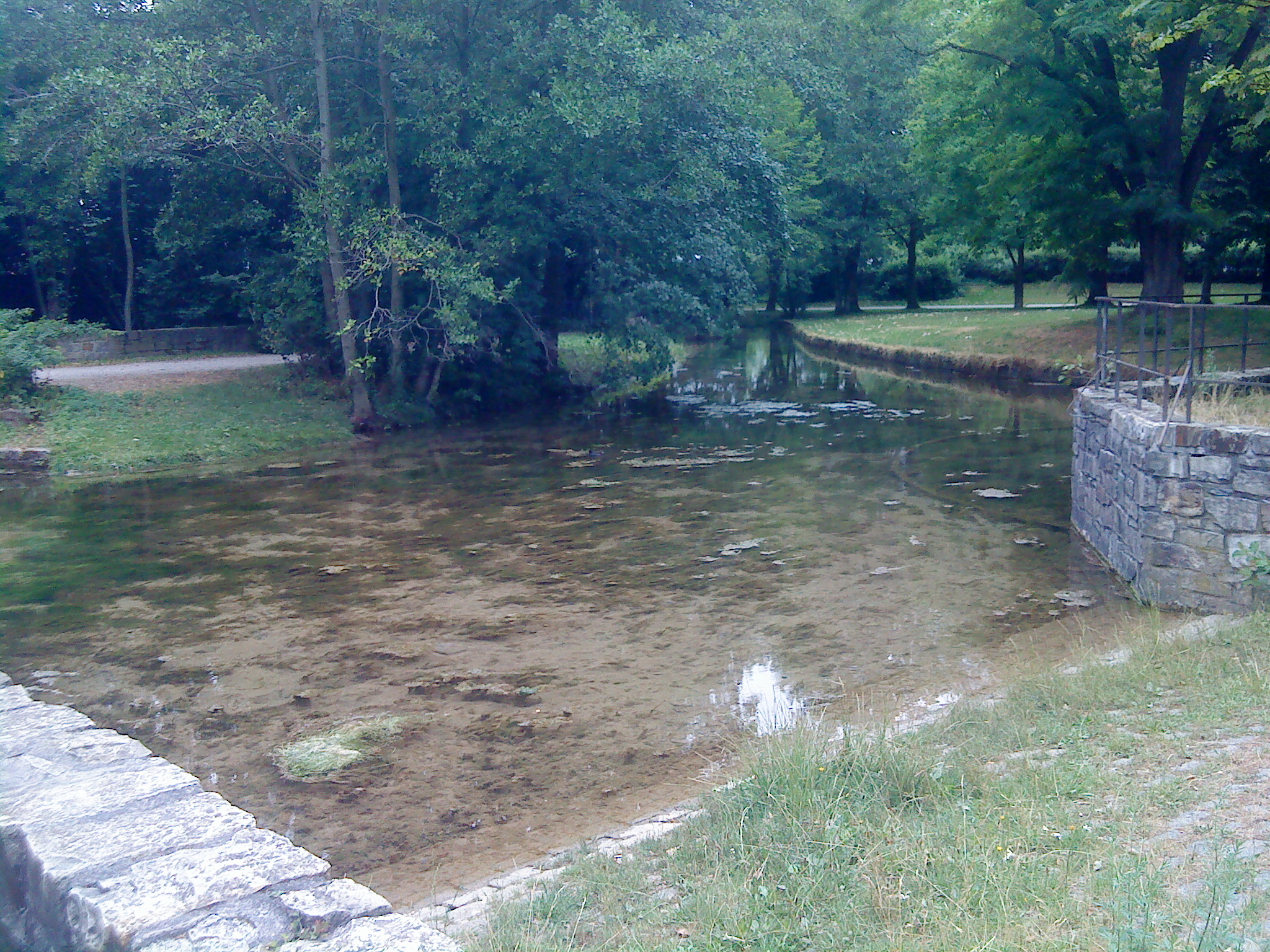
Das Quellbecken der Maspernpader

Die Quelle der Maspernpader befindet sich ein wenig abseits der anderen Quellen unweit des historischen Stadtwalls. Ihr Name geht zurück auf eine bereits im Jahre 1036 erwähnte „villa Aspethera“, eine offene Siedlung im „Espengehölz“, die um 1200 in die sich ausdehnende Stadt einbezogen wurde. Daraus entwickelte sich „im Aspern“, „Maspern“.
(Quelle der Maspernpader 51° 43′ 20,2″ N, 8° 45′ 6,6″ O)

### Augenquelle
Die Augenpader entspringt unter dem Gebäude der Stadtbibliothek. Es ist eine kleine unscheinbare Quelle, die ständig relativ sauber ist und in ihrem Chemismus kaum Schwankungen zeigt. Ihr Wasser wurde früher gern zum „Augenwaschen“ genutzt, wobei sich die Leute auf den im Wasser liegenden Trittstein stellten. Die Augenquelle ist die kleinste der Paderquellen und fließt in das Sammelbecken der Rothobornpader.
(Austritt der Augenquelle 51° 43′ 10,7″ N, 8° 45′ 18,1″ O)